# Halaelurus canescens
El pejegato oscuro (Halaelurus canescens ) es una especie de tiburón de la familia scyliorhinidae.

## Morfología
Los machos pueden alcanzar 70 cm de longitud total.

## Alimentación
Come invertebrados bentónicos.

## Hábitat
Es un pez marino que vive entre 250-700 m de profundidad.

## Distribución geográfica
Se encuentra desde Perú y Chile hasta el estrecho de Magallanes.